# Бронксская повесть
«Бронксская повесть», также известная как  «Бронкская история» (англ. A Bronx Tale) — кинофильм, сочетающий гангстерский боевик и драму, экранизация пьесы Чезза Палминтери. Режиссёрский дебют Роберта де Ниро, который посвятил картину памяти своего отца.
Фильм поставлен на основе автобиографической пьесы Палминтери. Автор отказывался продать права на экранизацию книги до тех пор, пока Де Ниро не предоставил ему возможность стать автором сценария и сыграть одну из главных ролей в фильме.
Согласно правилам русской орфографии слово бронксский пишется с двумя с. Однако в России этот фильм шёл в прокате под названием «Бронкская история» с одним с.

## Сюжет
Фильм повествует о жизни Калоджеро, мальчика из итальянского квартала Бронкса, отец которого (Роберт де Ниро) работает простым водителем автобуса. В детстве Калоджеро становится свидетелем убийства, которое совершает глава местных гангстеров Сонни (Чезз Палминтери), но он сообщает в полицию ложную информацию, в результате чего бандит остаётся на свободе. Будучи бездетным, Сонни берёт Калоджеро под свою опеку. В результате мальчик воспитывается как бы двумя отцами, однако родной отец не одобряет уроки отца названого.
Став юношей, Калоджеро сталкивается с другой общественной проблемой — его друзья из итальянского квартала конфликтуют с молодёжью афроамериканского квартала, тогда как Калоджеро начинает встречаться с симпатичной афроамериканкой Джейн Уильямс. Итальянские подростки совершают разбойное нападение в квартале афроамериканцев, что заканчивается для них трагедией.
В финале фильма Сонни погибает. Калоджеро приходит на роскошные похороны главаря мафии, во время которых ему позволяют в одиночестве проститься с названым отцом. Перед юношей снова встаёт сложный вопрос выбора жизненного пути.

## В ролях
- Роберт де Ниро — Лоренцо Анелло
- Чезз Палминтери — Сантино (Сонни) Лоспеккьо
- Лилло Бранкато — Калоджеро (Си) Анелло (в возрасте 17 лет)
  - Фрэнсис Капра — Калоджеро Анелло (в возрасте 9 лет)
- Тэрал Хикс[англ.] — Джейн Уильямс
- Кэтрин Нардуччи — Розина Анелло
- Клем Казерта — Джимми (Шёпот)
- Джо Пеши — Кармайн

## Награды и номинации
| год  | премия             | категория                                                | номинант                                                                | результат |
| ---- | ------------------ | -------------------------------------------------------- | ----------------------------------------------------------------------- | --------- |
| 1994 | Artios Award       | Лучший актер озвучки                                     | Эллен Ченовет                                                           | Номинация |
| 1994 | Young Artist Award | Лучший молодой актер главной роли в драматическом фильме | Фрэнсис Капра                                                           | Номинация |
| 1996 | Jordi Award        | Лучший иностранный актер                                 | Чезз Палминтери также в фильмах Пули над Бродвеем и Подозрительные лица | Победа    |